# Autoportrait au chapeau de paille
Autoportrait au chapeau de paille est un tableau réalisé en 1782 par la peintre française Élisabeth Vigée Le Brun. Cette huile sur toile est un autoportrait à mi-corps de l'artiste, qui regarde directement vers le spectateur, ses pinceaux et sa palette dans sa main gauche. Coiffée d'un chapeau de paille décoré de fleurs et d'une plume, la jeune femme porte en outre une chemise d'une couleur lilas, ce qui pourrait être un renvoi à Françoise Boze, la nouvelle maîtresse de Louis XVI. L'œuvre est exposée au Salon, à Paris, en 1783. Achetée en 1897, elle est conservée à la National Gallery, à Londres, au Royaume-Uni.